# Фејет (Јута)
Фејет (енгл. Fayette) град је у америчкој савезној држави Јута.

## Демографија
По попису из 2010. године број становника је 242, што је 38 (18,6%) становника више него 2000. године.
| Група             | 2000.       | 2010.       |
| Белци             | 186 (91,2%) | 207 (85,5%) |
| Афроамериканци    | 0 (0,0%)    | 0 (0,0%)    |
| Азијати           | 0 (0,0%)    | 0 (0,0%)    |
| Хиспаноамериканци | 9 (4,4%)    | 18 (7,4%)   |
| Укупно            | 204         | 242         |